# Intelectual

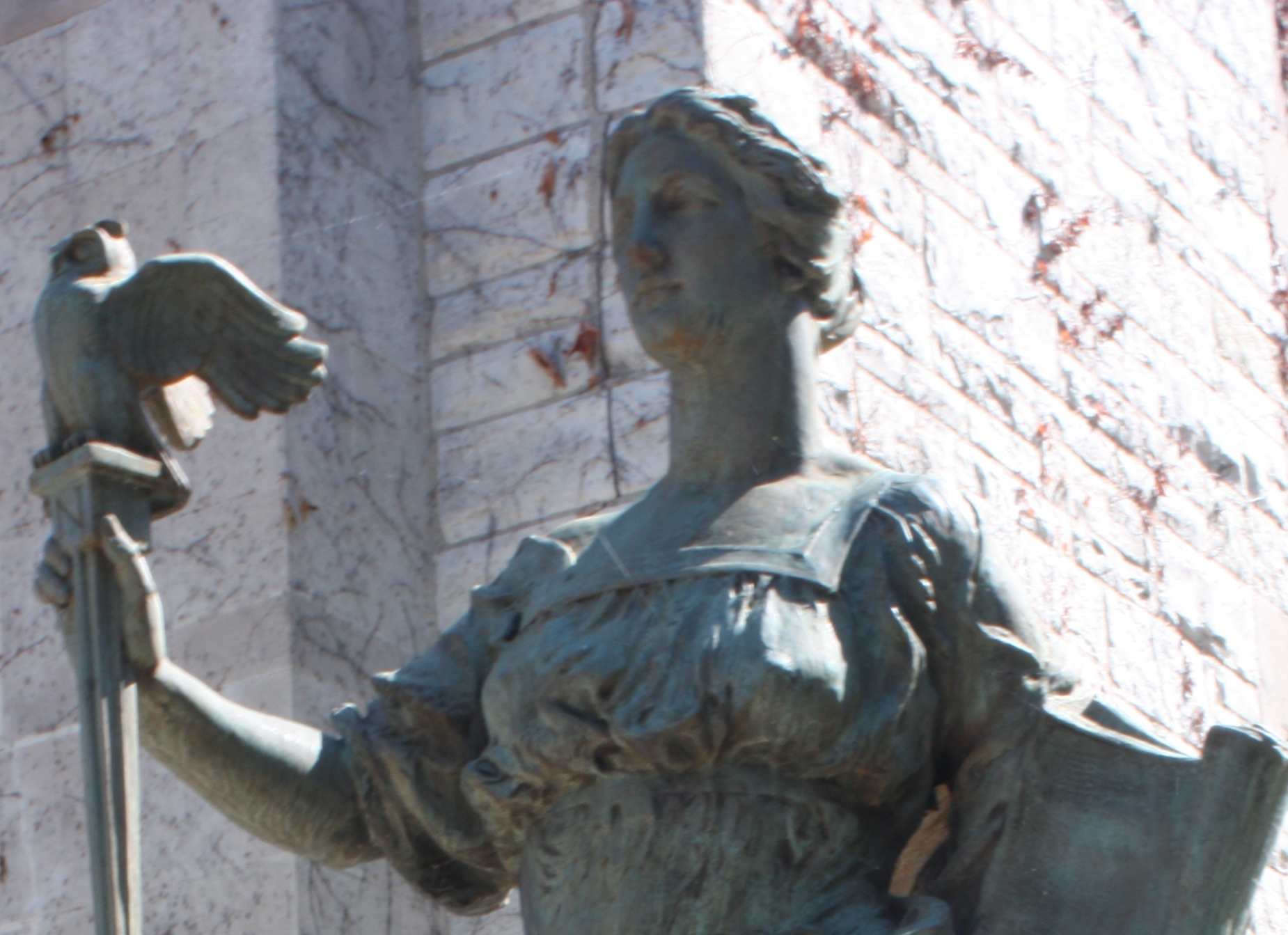
"Desenvolvimento intelectual", escultura de 1916 de Hermon MacNeil no campus da Universidade do Noroeste, em Evanston, no Illinois, nos Estados Unidos

Um intelectual é uma pessoa, geralmente um filósofo, artista, ou cientista social, que pesquisa e reflete acerca dos problemas da sociedade, procurando soluções práticas para resolvê-los. Trabalha no campo da cultura e da política e costuma notabilizar-se pela produção, extensão ou rejeição a alguma religião, filosofia, ideologia ou sistema de valores.

## Conceito
O termo intelectual deriva do latim tardio intellectualis, adjetivo que indica aquilo que, em filosofia, diz respeito ao intelecto na sua atividade teórica, ou seja, separado da experiência sensível - esta considerada como de grau cognitivo inferior. Na concepção aristotélica, eram definidas, como intelectuais, virtudes como ciência, sapiência, inteligência e arte, as quais permitiriam, à "alma intelectiva" - distinta da "alma vegetativa" e da "alma sensitiva" e entendida como princípio vital do Homem -, alcançar a verdade. No campo da metafísica, o termo indica a abstração, em contraposição à concretude e à materialidade.
Contemporaneamente, a definição do intelectual é geralmente construída pelos próprios intelectuais e segundo suas respectivas concepções, o que resulta em várias abordagens e definições do termo. Autores como Norberto Bobbio e Bernard-Henri Lévy concordam em pelo menos um aspecto: o intelectual se define social e historicamente, segundo o papel das ideias em uma dada sociedade. Segundo Bobbio, "toda sociedade em todas as épocas teve seus intelectuais ou, mais precisamente, um grupo mais ou menos amplo de pessoas que exercem o poder espiritual ou ideológico, em oposição ao poder temporal ou político".

## Origem do termo
Geralmente, credita-se a introdução do termo "intelectual", como substantivo, a Georges Clemenceau durante o caso Dreyfus. Clemenceau, ele próprio um proeminente dreyfusard, assim como Émile Zola, Octave Mirbeau e Anatole France, entre outros, publicou, em 1898, no jornal L'Aurore, um artigo intitulado "À la dérive", no qual aparece o termo. Há, entretanto, indicações de que, por volta de 1890, o termo já fosse usado, como substantivo.

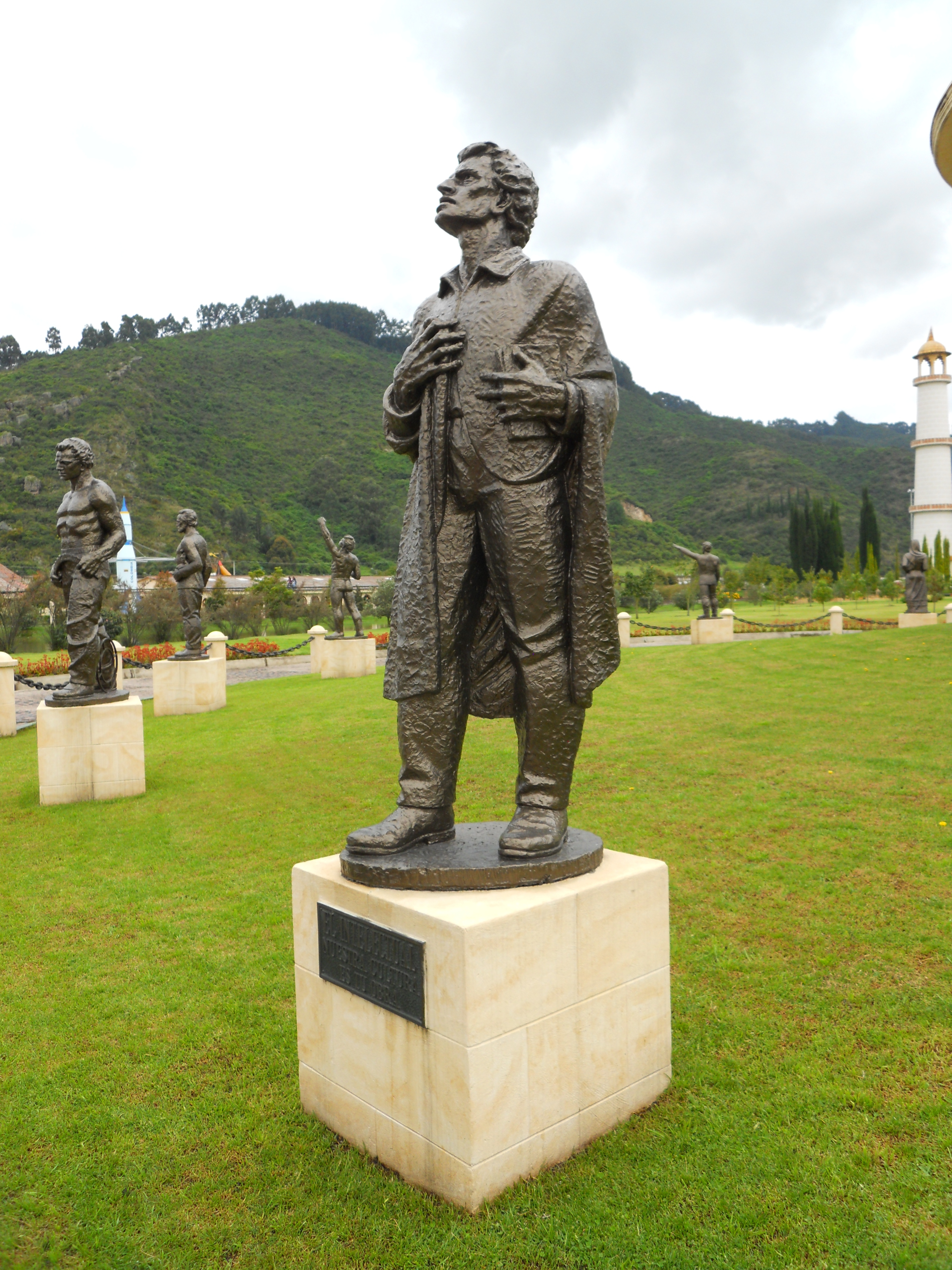
"O intelectual", escultura no parque Jaime Duque, em Bogotá, na Colômbia

Clemenceau se referia então a especialistas de primeira ordem, luminares das respectivas áreas de conhecimento, os quais acreditavam ter o direito e o dever de se mobilizar em defesa de valores importantes quando estes não lhes parecessem adequadamente protegidos ou estivessem mesmo em risco em decorrência de ações das autoridades constituídas. Em conjunto, esses notáveis especialistas detêm um poder que, embora derivado de fontes diferentes, pode ladear e, eventualmente, contrapor-se ao dos políticos.
Também no século XIX, na Rússia pré-revolucionária, cunhou-se o termo intelligentsia para designar um grupo de indivíduos cultos, influenciados pelo ideário iluminista, críticos do regime tsarista e defensores de valores democráticos e reformistas. Os integrantes da intelligentsia eram, geralmente, membros da aristocracia rural ou dos setores mais ilustrados da pequena burguesia urbana. Contemporaneamente, os intelectuais representariam la haute intelligentsia ("a alta intelligentsia") a que se refere Régis Debray - "o conjunto de indivíduos socialmente legitimados para exprimir publicamente suas opiniões pessoais acerca de questões públicas, independentemente dos procedimentos regulamentares a que se devem submeter os cidadãos comuns".

### Homens de letras
O termo "homem de letras" deriva do termo francês beletrist ou homme de lettres, mas não é sinônimo de "um acadêmico". Um "homem de letras" era um homem alfabetizado, capaz de ler e escrever, em oposição a um homem analfabeto em uma época em que a alfabetização era rara e, portanto, altamente valorizada nas camadas superiores da sociedade. Nos séculos XVII e XVIII, o termo Belletrist(s) passou a ser aplicado aos literati: os participantes franceses - às vezes chamados de "cidadãos" - da República das Letras, que evoluiu para o salão, uma instituição social, geralmente dirigida por uma anfitriã, destinada à edificação, educação e refinamento cultural dos participantes.
No final do século XIX, quando a alfabetização era relativamente comum em países europeus como o Reino Unido, a denotação de "Homem de Letras" (littérateur) ampliou-se para significar "especializado", um homem que ganhava a vida escrevendo intelectualmente (não criativamente) sobre literatura: o ensaísta, o jornalista, o crítico, etc. No século XX, tal abordagem foi gradativamente substituída pelo método acadêmico, e o termo "Homem de Letras" passou a ser descontinuado, substituído pelo termo genérico "intelectual", que descreve a pessoa intelectual.

### Intelectual
O registro mais antigo do substantivo inglês "intelectual" é encontrado no século XIX, onde em 1813, Byron relata que "eu gostaria de estar bem o suficiente para ouvir esses intelectuais". Ao longo do século XIX, outras variantes do já consagrado adjetivo 'intelectual' como substantivo apareceram em inglês e em francês, onde na década de 1890 o substantivo ('intellectuels') formado a partir do adjetivo 'intelectual ' apareceu com maior frequência na literatura. Collini escreve sobre essa época que "entre esse conjunto de experimentos linguísticos ocorreu ... o uso ocasional de 'intelectuais' como um substantivo plural para se referir, geralmente com uma intenção figurativa ou irônica, a uma coleção de pessoas que poderiam ser identificados em termos de suas inclinações ou pretensões intelectuais”.
Na Grã-Bretanha do início do século XIX, Samuel Taylor Coleridge cunhou o termo clerisy, a classe intelectual responsável por defender e manter a cultura nacional, o equivalente secular do clero anglicano. Da mesma forma, na Rússia czarista, surgiu a intelligentsia (décadas de 1860-70), que era a classe de status dos trabalhadores de colarinho branco. Para a Alemanha, o teólogo Alister McGrath disse que "o surgimento de uma intelectualidade leiga anti-establishment socialmente alienada, teologicamente alfabetizada é um dos fenômenos mais significativos da história social da Alemanha na década de 1830". Uma classe intelectual na Europa era socialmente importante, especialmente para os autodenominados intelectuais, cuja participação nas artes, na política, no jornalismo e na educação da sociedade - seja de sentimento nacionalista, internacionalista ou étnico - constitui "vocação do intelectual". Além disso, alguns intelectuais eram antiacadêmicos, apesar das universidades (a academia) serem sinônimo de intelectualismo.
Na França, o caso Dreyfus (1894-1906), uma crise de identidade do nacionalismo anti-semita para a Terceira República Francesa (1870-1940), marcou o pleno surgimento do "intelectual na vida pública", especialmente Émile Zola, Octave Mirbeau e Anatole France abordando diretamente a questão do antissemitismo francês ao público; daí em diante, "intelectual" tornou-se um uso comum, mas inicialmente depreciativo; seu uso substantivo francês é atribuído a Georges Clemenceau em 1898. No entanto, em 1930, o termo "intelectual" passou de suas associações pejorativas anteriores e usos restritos para um termo amplamente aceito e foi por causa do Caso Dreyfus que o termo também adquiriu uso geralmente aceito em inglês.
No século XX, o termo intelectual adquiriu conotações positivas de prestígio social, derivadas de possuir intelecto e inteligência, especialmente quando as atividades do intelectual exerceram consequências positivas na esfera pública e assim ampliaram a compreensão intelectual do público, por meio da responsabilidade moral, altruísmo e solidariedade, sem recorrer às manipulações da demagogia, do paternalismo e da incivilidade (condescendência). O sociólogo Frank Furedi disse que "Os intelectuais não são definidos de acordo com os trabalhos que desempenham, mas [pela] maneira como agem, a maneira como se veem e os valores [sociais e políticos] que defendem.
Segundo Thomas Sowell, como termo descritivo de pessoa, personalidade e profissão, a palavra intelectual identifica três traços:
1. Educado: erudição para o desenvolvimento de teorias;
2. Produtivo: cria capital cultural nos campos da filosofia, crítica literária e sociologia, direito, medicina e ciência, etc.; e
3. Artístico; cria arte na literatura, música, pintura, escultura, etc.

### Usos históricos do termo
Na língua latina, pelo menos a partir do Império Carolíngio, os intelectuais poderiam ser chamados de litterati, termo que às vezes é aplicado hoje. A palavra intelectual é encontrada na escritura indiana Mahabharata na reunião de despedida de solteira (Swayambara Sava) de Draupadi. Imediatamente depois que Arjuna e Raja-Maharaja (reis-imperadores) vieram para a reunião, Nipuna Buddhijibina (intelectuais perfeitos) apareceu na reunião. Na China Imperial, no período de 206 a.C. até 1912 d.C., os intelectuais eram os funcionários-acadêmicos ("cavalheiros-acadêmicos"), que eram funcionários públicos nomeados pelo imperador da China para desempenhar as tarefas de governança diária. Esses funcionários públicos obtiveram graus acadêmicos por meio de exames imperiais, e também eram calígrafos habilidosos e conheciam a filosofia confucionista. O historiador Wing-Tsit Chan conclui que:
De um modo geral, o registro desses cavalheiros eruditos tem sido digno. Foi bom o suficiente para ser elogiado e imitado na Europa do século XVIII. No entanto, deu à China uma tremenda desvantagem em sua transição do governo dos homens para o governo da lei, e as considerações pessoais no governo chinês têm sido uma maldição.
Na Coréia de Joseon (1392-1910), os intelectuais eram os literatos, que sabiam ler e escrever, e foram designados como chungin (as "pessoas do meio"), de acordo com o sistema confucionista. Socialmente, eles constituíam a pequena burguesia, composta por eruditos-burocratas (acadêmicos, profissionais e técnicos) que administravam o governo dinástico da dinastia Joseon.

### Intelectual Público
O termo intelectual público descreve o intelectual que participa do discurso de assuntos públicos da sociedade, além de uma carreira acadêmica. Independentemente do campo acadêmico ou da especialização profissional, o intelectual público aborda e responde aos problemas normativos da sociedade, e, como tal, espera-se que seja um crítico imparcial que possa "se elevar acima da preocupação parcial da própria profissão — e se envolver com as questões globais de verdade, julgamento e gosto do tempo". em Representações do Intelectual (1994), Edward Saïd disse que o "verdadeiro intelectual é, portanto, sempre um outsider, vivendo em exílio auto-imposto e à margem da sociedade". Os intelectuais públicos geralmente surgem da elite educada de uma sociedade; embora o uso norte-americano do termo "intelectual" inclua os acadêmicos universitários. A diferença entre "intelectual" e "acadêmico" é a participação no domínio dos assuntos públicos.
A Transformação Estrutural da Esfera Pública (1963), de Jürgen Habermas, contribuiu significativamente para a noção de intelectual público ao delinear histórica e conceitualmente a ideia de privado e público. Controversa, no mesmo ano, foi a definição de Ralf Dahrendorf: “Como os bobos da corte da sociedade moderna, todos os intelectuais têm o dever de duvidar de tudo o que é óbvio, de relativizar toda autoridade, de fazer todas aquelas perguntas que ninguém mais se atreve a perguntar".
Um intelectual costuma estar associado a uma ideologia ou a uma filosofia. O intelectual tcheco Václav Havel disse que política e intelectuais podem estar ligados, mas que a responsabilidade moral pelas ideias do intelectual, mesmo quando defendidas por um político, permanece com o intelectual. Portanto, é melhor evitar intelectuais utópicos que oferecem 'insights universais' para resolver os problemas da economia política com políticas públicas que podem prejudicar e que prejudicaram a sociedade civil; que os intelectuais estejam atentos aos laços sociais e culturais criados com suas palavras, percepções e ideias; e devem ser ouvidos como críticos sociais da política e do poder.

## Universidade e intelectuais
Um dos principais espaços de atuação do intelectual é a universidade. A ciência seria parte da ideologia do intelectual, assim como a dedicação à prática científica e o desejo do exercício de um cargo no ensino superior enquanto modo de distinção social. No caso brasileiro, bem como em alguns outros países, o intelectual procura as instituições superiores de ensino para apoio e para organização; partindo da sociedade, a esta retorna com propostas embasadas no conhecimento técnico-científico adquirido através do estudos. Esta prática é claramente perceptível, por exemplo:
- na ação de pensadores da educação no Brasil, como Anísio Teixeira, Francisco Campos, Gustavo Capanema,[22] Manuel Lourenço Filho;[23]
- na inserção de pesquisadores na vida política, como Fernando Henrique Cardoso e Darcy Ribeiro;
- na elaboração do programa de energia nuclear, onde os aspectos técnico-científicos envolvidos no processo de beneficiamento e utilização do urânio não se restringiam a aspectos energéticos, mas também políticos, morais, econômicos, antropológicos etc.[24]

## Política e intelectuais
Devido à ação reflexiva, o intelectual é portador de uma autoridade científica que se expressa em suas relações com a sociedade. Estas relações, inseridas num conjunto maior de relações de poder, colocam o intelectual em situação de comprometimento político: suas ideias não são desvinculadas da existência social e suas proposições seguem uma orientação determinada. O intelectual pode, portanto, contribuir para determinado regime político ou determinada concepção de mundo. Norberto Bobbio afirma:
| “ | Embora com nomes diversos, os intelectuais sempre existiram, pois sempre existiu, em todas as sociedades, ao lado do poder econômico e do poder político, o poder ideológico, que se exerce: não sobre os corpos, como o poder político, jamais separado do poder militar; não sobre a posse de bens materiais, dos quais se necessita para viver e sobreviver, como o poder econômico; mas sobre as mentes pela produção e transmissão de ideias, de símbolos, de visões de mundo, de ensinamentos práticos, mediante o uso da palavra (o poder ideológico é extremamente dependente da natureza do homem como animal falante). Toda sociedade tem os seus detentores do poder ideológico, cuja função muda de sociedade para sociedade, de época para época, cambiantes sendo também as relações, ora de contraposição ora de aliança, que eles mantêm com os demais poderes. | ” |

## Políticas Públicas, intelectuais e engajamento
Nas questões de política pública, o intelectual público conecta a pesquisa acadêmica às questões práticas de resolver problemas sociais. O sociólogo britânico Michael Burawoy, um expoente da sociologia pública, disse que a sociologia profissional falhou, por dar atenção insuficiente à resolução de problemas sociais, e que um diálogo entre o acadêmico e o leigo preencheria a lacuna. Um exemplo é como os intelectuais chilenos trabalharam para restabelecer a democracia dentro dos governos neoliberais de direita da ditadura militar do Chile (1973-1990), o regime Pinochet permitiu oportunidades profissionais para alguns cientistas sociais liberais e de esquerda trabalharem como políticos e como consultores no esforço de realizar a economia teórica dos Chicago Boys, mas seu acesso ao poder dependia do pragmatismo político, abandonando a neutralidade política do intelectual acadêmico.
Em The Sociological Imagination (1959), C. Wright Mills disse que os acadêmicos se tornaram mal preparados para participar do discurso público e que os jornalistas geralmente são "mais politicamente alertas e conhecedores do que sociólogos, economistas e especialmente ... cientistas políticos". Que, porque as universidades dos Estados Unidos são empresas burocráticas, privadas, elas "não ensinam raciocínio crítico ao aluno", que então não "como medir o que está acontecendo na luta geral pelo poder em sociedade moderna". Da mesma forma, Richard Rorty criticou a participação de intelectuais no discurso público como um exemplo da "irresponsabilidade cívica do intelecto, especialmente do intelecto acadêmico".
O jurista americano Richard Posner disse que a participação de intelectuais públicos acadêmicos na vida pública da sociedade é caracterizada por declarações logicamente desordenadas e politicamente tendenciosas do tipo que seria inaceitável para a academia. Que há poucos intelectuais públicos ideologicamente e politicamente independentes, e desaprova que os intelectuais públicos se limitem a questões práticas de política pública, e não com valores ou filosofia pública, ou ética pública, ou teologia pública, não com questões de indignação moral e espiritual.

O fator determinante para um Pensador (historiador, filósofo, cientista, escritor, artista) ser considerado um intelectual público é o grau em que ele está implicado e engajado com a realidade vital do mundo contemporâneo, ou seja, a participação nos assuntos públicos da sociedade. Consequentemente, ser designado como um intelectual público é determinado pelo grau de influência das motivações, opiniões e opções de ação (social, política, ideológica) do designador e pela afinidade com o determinado pensador. Após o fracasso do movimento em grande escala de 68 de maio na França, os intelectuais do país foram muitas vezes difamados por terem áreas específicas de especialização ao discutir assuntos gerais como democracia. Os intelectuais cada vez mais afirmavam estar dentro de grupos marginalizados em vez de seus porta-vozes, e centravam seu ativismo nos problemas sociais relevantes para suas áreas de especialização (como as relações de gênero no caso dos psicólogos). Uma mudança semelhante ocorreu na China após o Massacre da Praça da Paz Celestial, do "intelectual universal" (que planeja melhores futuros dentro da academia) para os intelectuais minjian ("base", popular, próximo ao povo), este último grupo representado por figuras como Wang Xiaobo, o cientista social Yu Jianrong e o editor de Yanhuang Chunqiu, Ding Dong.

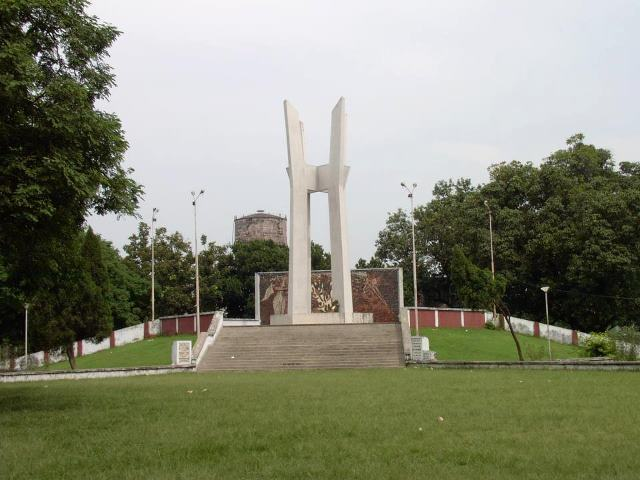
Memorial dos Intelectuais Mártires, em Daca, em Bangladesh

## O fim dos intelectuais?
Observando como o saber amplo e generalista, as ideologias e as humanidades vêm sofrendo uma derrota frente às especialidades, ao saber técnico e prático, à indefinição política e às ciências aplicadas, muitos estudiosos defendem estar ocorrendo o chamado "fim dos intelectuais". Os argumentos usados para defender esse fim lembram muito os argumentos de Francis Fukuyama em seu livro "O fim da história e o último homem".
Mas há também aqueles que não se alinham com Fukuyama e deploram a existência do que chamam de fast-thinker (em tradução literal, 'pensador rápido'). Segundo Pierre Bourdieu, os fast thinkers situam-se entre o campo acadêmico e o jornalístico e são propensos a valorizar o sucesso comercial e suas regras, em detrimento das regras do campo acadêmico, transformando o mercado em "instância legítima de legitimação" de suas ideias. Para o autor "esses intelectuais mediáticos acabam prejudicando - ou ao menos ocultando - o trabalho dos verdadeiros pensadores, [...] dificultando a ação pública de quem tem realmente algo interessante a dizer". Assim, esse pensamento "superficial, descartável e cheio de jargões incompreensíveis" afetaria a capacidade de reflexão das pessoas tal como o fast-food afeta a qualidade da nutrição dos indivíduos. Os fast-thinkers assumem o tipo do "intelectual-jornalista", ou seja, o profissional oriundo da universidade (em geral, psicólogo, politólogo ou jurista) que se importa mais com o discurso do que com a relevância do saber transmitido, revelando uma espécie de comprometimento com o senso comum ou até mesmo com opiniões predeterminadas pelos donos do meio de comunicação, visando a agradar, e assim fugindo ao engajamento que os definiria como autênticos intelectuais.  Nas palavras de Pierre Rosanvallon, historiador e professor do Collège de France: "intelectual é quem vincula um trabalho de análise a uma preocupação cidadã. De contrário, é um especialista".

## Reconhecimento social estatus
Socialmente, os intelectuais constituem a intelligentsia, uma classe de status organizada seja por ideologia (ou seja, conservadorismo, fascismo socialismo, liberal, reacionário, revolucionário, democrático, comunismo), seja por nacionalidade (intelectuais americanos, intelectuais franceses, intelectuais ibero-americanos, etc.). O termo intelligentsiya originou-se da Rússia czarista (c. 1860-1870), onde denota o estrato social daqueles que possuíam formação intelectual (escolaridade, educação), e que eram a contrapartida da sociedade russa para o Bildungsbürgertum alemão e para a burguesia éclairée francesa, as classes médias esclarecidas daqueles reinos.
Na filosofia marxista, a função de classe social dos intelectuais (a intelligentsia) é ser a fonte de ideias progressistas para a transformação da sociedade: aconselhar e aconselhar os líderes políticos, interpretar a política do país para a massa da população (urbana, trabalhadores e camponeses). No folheto O Que Fazer? (1902), Vladimir Lenin (1870-1924) disse que a revolução partidária de vanguarda exigia a participação dos intelectuais para explicar as complexidades da ideologia socialista ao proletariado inculto e aos trabalhadores industriais urbanos para integrá-los à revolução porque "a história de todos os países mostra que a classe trabalhadora, exclusivamente por seus próprios esforços, é capaz de desenvolver apenas a consciência sindical " e se contentará com o limitado -ganhos econômicos assim alcançados. Na Rússia como na Europa Continental, a teoria socialista foi o produto dos "representantes educados das classes proprietárias", de "intelectuais socialistas revolucionários", como Karl Marx e Friedrich Engels.
O filósofo marxista húngaro György Lukács (1885-1971) identificou a intelligentsia como a classe social privilegiada que fornece liderança revolucionária. Por meio de uma interpretação inteligível e acessível, os intelectuais explicam aos trabalhadores e camponeses o "Quem?", o "Como?" e o "Por quê?" do status quo social, econômico e político — a totalidade ideológica da sociedade — e sua aplicação prática e revolucionária à transformação de sua sociedade.
O teórico comunista italiano Antonio Gramsci (1891-1937) desenvolveu a concepção de Karl Marx da intelligentsia para incluir a liderança política na esfera pública. Isso porque "todo conhecimento é existencialmente baseado", os intelectuais, que criam e preservam o conhecimento, são "porta-vozes de diferentes grupos sociais, e articulam interesses sociais particulares". Que os intelectuais ocorrem em cada classe social e em toda a direita, centro e esquerda do espectro político e que como classe social os “intelectuais se veem como autônomos da classe dominante” de sua sociedade.
Ao abordar seu papel como classe social, Jean-Paul Sartre disse que os intelectuais são a consciência moral de sua época; que suas responsabilidades morais e éticas são observar o momento sociopolítico e falar livremente com sua sociedade, de acordo com suas consciências.
O historiador britânico Norman Stone disse que a classe social intelectual não entende a realidade da sociedade e por isso está condenada aos erros da falácia lógica, estupidez ideológica e mau planejamento prejudicado pela ideologia. Em suas memórias, a política conservadora Margaret Thatcher escreveu que a antimonárquica Revolução Francesa (1789-1799) foi "uma tentativa utópica de derrubar uma ordem tradicional [...] em nome de ideias abstratas, formulado por intelectuais vaidosos".

## América Latina
O acadêmico americano Peter H. Smith descreve os intelectuais da América Latina como pessoas de uma classe social identificável, condicionadas por essa experiência comum e, portanto, inclinadas a compartilhar um conjunto de pressupostos comuns (valores e ética); que noventa e quatro por cento dos intelectuais vêm da classe média ou da classe alta e que apenas seis por cento vêm da classe trabalhadora.

O filósofo Steven Fuller disse que, como o capital cultural confere poder e status social como um grupo de status, eles devem ser autônomos para serem credíveis como intelectuais:
É relativamente fácil demonstrar autonomia, se você vem de uma família rica ou aristocrática. Você simplesmente precisa negar seu status e defender os pobres e oprimidos [...]. [A]autonomia é muito mais difícil de demonstrar se você vem de um ambiente pobre ou proletário [...], [assim] os apelos para se juntar aos ricos em uma causa comum parecem trair suas origens de classe.

## Estados Unidos
O teólogo da Congregação dos Estados Unidos do século 19 Edwards Amasa Park disse: "Fazemos mal com nossas próprias mentes, quando levamos dificuldades científicas até a arena da dissensão popular". Em sua opinião, era necessário para a estabilidade social, econômica e política "separar o papel sério e técnico dos profissionais de sua responsabilidade [de] fornecer filosofias utilizáveis para o público em geral". Isso expressa uma dicotomia, derivada de Platão, entre conhecimento público e conhecimento privado, "cultura cívica" e "cultura profissional", a esfera intelectual da vida e a vida das pessoas comuns em sociedade.
Nos Estados Unidos, os membros da classe de status intelectual têm sido caracterizados demograficamente como pessoas que mantêm perspectivas políticas liberais para esquerdistas sobre a dicotomia da política fiscal "de armas versus manteiga", ou seja, do equilíbrio entre gastos com defesa e na aquisição de bens de consumo civis: quanto mais um Estado investe em segurança e armas, menos sobra para investir em bens de consumos do dia-a-dia e, vice-versa.
Em "Os Intelectuais e o Socialismo" (1949), Friedrich Hayek escreveu que "jornalistas, professores, ministros, conferencistas, publicitários, comentaristas de rádio, escritores de ficção, cartunistas e artistas" formam uma classe social intelectual cuja função é comunicar o complexo e conhecimento especializado do cientista para o público em geral. Ele argumentou que os intelectuais eram atraídos pelo socialismo ou social-democracia porque os socialistas ofereciam "visões amplas; a compreensão ampla da ordem social, como um todo, que um sistema planejado promete" e que tais filosofias de visão ampla "conseguiram inspirar a imaginação dos intelectuais" para mudar e melhorar suas sociedades. De acordo com Hayek, os intelectuais apoiam desproporcionalmente o socialismo por razões idealistas e utópicas que não podem ser realizadas na prática.

## Perseguição
Os governos totalitários manipulam e aplicam o anti-intelectualismo para reprimir a dissidência política. Durante a Guerra Civil Espanhola (1936-1939) e a ditadura seguinte (1939-1975) do general Francisco Franco, a repressão reacionária do Terror Branco (1936-1945) foi notavelmente anti-intelectual, com a maioria dos 200 000 civis mortos sendo a intelligentsia espanhola, os professores e acadêmicos politicamente ativos, artistas e escritores da deposta Segunda República Espanhola (1931-1939). Os intelectuais também foram alvo dos nazistas, do regime comunista na China, do Khmer Vermelho, dos Jovens Turcos e em conflitos em Bangladesh, na ex-Iugoslávia e na Polônia.

## Críticas
O filósofo francês Jean-Paul Sartre observou que "o intelectual é alguém que se intromete no que não lhe diz respeito (L'intelectuel est quelqu'un qui se mêle de ce qui ne le respecte pas.)".
Noam Chomsky expressou a opinião de que “os intelectuais são especialistas em difamação, são basicamente comissários políticos, são os administradores ideológicos, os mais ameaçados pela dissidência”. No artigo " The Responsibility of Intellectuals", Chomsky analisa a cultura intelectual nos EUA e argumenta que ela é amplamente subserviente ao poder. Ele é particularmente crítico dos cientistas sociais e tecnocratas, que fornecem uma justificativa pseudocientífica para os crimes do Estado.
Em "An Interview with Milton Friedman" (1974), o economista americano Milton Friedman disse que empresários e intelectuais são inimigos do capitalismo: a maioria dos intelectuais acreditava no socialismo enquanto os empresários esperavam privilégios econômicos. Em seu ensaio "Por que os intelectuais se opõem ao capitalismo?". (1998), o filósofo libertário americano Robert Nozick, do Cato Institute, argumentou que os intelectuais se tornam esquerdistas amargurados porque seu trabalho intelectual superior, muito recompensado na escola e na universidade, é subvalorizado e mal pago na economia de mercado capitalista. Assim, os intelectuais se voltam contra o capitalismo apesar de desfrutarem de um status socioeconômico mais elevado do que a pessoa média.
O economista Thomas Sowell escreveu em seu livro Intellectuals and Society (2010) que os intelectuais, que são produtores de conhecimento, e não de bens materiais, tendem a falar fora de suas próprias áreas de especialização, e ainda esperam benefícios sociais e profissionais do efeito halo derivado da possuir experiência profissional. Em relação a outras profissões, os intelectuais públicos estão socialmente desvinculados das consequências negativas e não intencionais das políticas públicas derivadas de suas ideias. Sowell dá o exemplo de Bertrand Russell (1872-1970), que aconselhou o governo britânico contra o rearmamento nacional nos anos anteriores à Primeira Guerra Mundial.